# ポパーとウィトゲンシュタインとのあいだで交わされた世上名高い一〇分間の大激論の謎
ポパーとウィトゲンシュタインとのあいだで交わされた世上名高い一〇分間の大激論の謎（原題：Wittgenstein's Poker: The Story of a Ten-Minute Argument Between Two Great Philosophers）は、2001年に出版された、デヴィッド・エドモンズとジョン・エーディナウという二人のBBCジャーナリストによる著作である。1946年にケンブリッジ大学のモラル・サイエンス・クラブにおいて、哲学者のカール・ポパーとルートヴィヒ・ウィトゲンシュタインが対峙した、哲学史における一事件を扱っている。本書はベストセラーとなりおおむね肯定的な評価を得ている。

## 概要
1946年10月25日、当時ロンドン・スクール・オブ・エコノミクスにいたカール・ポパーは、ケンブリッジ大学のモラル・サイエンス・クラブで企画されたウィトゲンシュタインが座長をつとめる講演会で、「哲学的問題は存在するか」というタイトルの招聘講演を行った。そしてポパーとウィトゲンシュタインの二人によって、哲学には問題というものが実在するのか、それとも存在するのは単に言語的なパズルに過ぎないのかについての激論が行われた。ウィトゲンシュタインは後者の立場だった。ポパーによれば（彼の説がすでに定着しているが）、ウィトゲンシュタインは議論が白熱すると火かき棒をふりまわして自身の論点を強調しはじめた。そしてついにウィトゲンシュタインが哲学的な問題というものは存在しないと断言すると、ポパーは道徳的規範の基礎づけのように哲学には多くの問題が存在していると返した。それを聞いたウィトゲンシュタインは火かき棒をポパーにつきつけ、道徳的規範の例を挙げてみろと迫った。それに対してポパーはこう返したと（後に）語っている。
招待された講演者を火かき棒で脅さないこと
ポパーによれば、それを聞いたウィトゲンシュタインは火かき棒を放り投げ、その場を立ち去った。
本書は、ケンブリッジ大学における1946年の一事件を、3つの視点からたどっている。まず、実際には何が起こったのか、そして目撃者の証言がいかに食い違っているのかについてのドキュメンタリー的な調査報告、次に哲学者たちの経歴の描写である。つまり、ウィーン時代の生い立ちやウィーン学団との関係性、哲学において名をはせるまでの道のりの比較がおこなわれている。そして最後に、ポパーとウィトゲンシュタインの意見の相違の哲学的な意義について、そしてそれが言語哲学に関する20世紀初頭の一大論争とどのような関係にあるのかについてである。
本書は当時の議論について様々な証言を蒐集し、整理しているが、同時にポパー、ウィトゲンシュタイン、そしてバートランド・ラッセルの業績についてもその背景を掘り下げている（この講演会は、この3人が同じ部屋に集まった唯一の時間であった）。とはいえその記述が歴史的にみてどこまで精確かについては議論の余地があり、またポパーの証言には誇張が含まれている可能性もあるとも言われている。

## 書誌情報
- 2001. ISBN 0-06-621244-8. Ecco, HarperCollins, New York.
- 2001. ISBN 0-571-20547-X. Faber and Faber Limited, London.
- 2002. ISBN 0-06-093664-9. Ecco, HarperCollins, New York.

日本語訳
『ポパーとウィトゲンシュタインとのあいだで交わされた世上名高い一〇分間の大激論の謎』（二木 麻里訳）筑摩書房、2016年（ISBN 978-4-480-09759-0）

## 読書案内
- Stephen Juan (2008年1月29日). “Philosophers Behaving Badly by Nigel Rodgers and Mel Thompson”. Philosophy Now 2008年2月1日閲覧。